# عبد الله ياسين (لاعب كرة قدم)
عبد الله ياسين (بالفرنسية: Abdallah Yaisien)‏ (مواليد 1994 في فرنسا)، هو لاعب كرة قدم فرنسي.
هو من أب مصري وأم جزائريه. ولد في فرنسا ويلعب وهو نجم باريس سان جيرمان سابقا للناشئين ويلعب حاليا في المقاولون العرب بالدوري المصري. سجل 4 أهداف ويلقب «زين الدين زيدان». يلعب في مركز مهاجم وتم استعاده في منتخب فرنسا للناشئين ولعب لكنه اختار في النهائيه منتخب مصر بدل منتخب فرنسا ومنتخب الجزائر وهو حلم الغد لمصر هو وأمير عادل لاعب أيندهفن الهولندي للناشئين ولم يلعب لمنتخب مصر حتي 2017/4/6

## روابط خارجية
- عبد الله ياسين على موقع قاعدة بيانات كرة القدم.إي يو (الإنجليزية)
- عبد الله ياسين على موقع ليكيب (الفرنسية)
- عبد الله ياسين على موقع Soccerway.com (الإنجليزية)
- عبد الله ياسين على موقع AS.com (الإسبانية)